# Cratere Condon
Condon  è il nome di un cratere lunare da impatto intitolato al fisico statunitense Edward Condon. Questo cratere si trova sul margine orientale del Sinus Successus, una baia del bordo settentrionale del Mare Fecunditatis. Condon è circa a metà strada tra il più grande cratere Apollonius, a nord, ed il minore cratere Webb, a sud. Condon era designato come Webb R, prima di essere rinominato dalla Unione Astronomica Internazionale.
Condon è completamente invaso da colate laviche, e rimangono solo basse vestigia del bordo verso est e verso ovest, con cospicue interruzioni a nord ed a nord-ovest ed una minore a sud. Il pianoro interno è livellato, e presenta poche ondulazioni. Un paio di crateri minori sono adiacenti al bordo esterno, verso sud-est.